# Der Herr denket an uns
Der Herr denket an uns (Le Seigneur se souvient de nous) (BWV 196) est une cantate de Johann Sebastian Bach composée à Mühlhausen en 1707-1708 pour un mariage. La première a probablement eu lieu le 5 juin 1708, en l'église Saint-Barthélemy de Dornheim, pour le mariage de Johann Lorenz Staub - pasteur et ami du couple Bach qui les avait mariés le précédent automne (17 octobre 1707) - avec Regina Wedemann, la tante de Maria Barbara Bach, la sœur de sa mère, à Dornheim. La brièveté de l'œuvre laisse penser qu'elle nous soit parvenue que fragmentaire.
Le texte est celui du Psaume 115, versets 12 à 15.

## Structure et instrumentation
La cantate est écrite pour 2 violons, alto, basse continue (violoncelle, violone, orgue), trois chanteurs solistes (soprano, ténor, basse) et chœur à quatre voix.
Il y a cinq mouvements :
1. sinfonia
2. chœur : Der Herr denket an uns und segnet uns
3. aria (soprano) : Er segnet, die den Herrn fürchten
4. aria (duo ténor et basse) : Der Herr segne euch
5. chœur : Ihr seid die Gesegneten des Herrn